# Manjeet
Manjeet Manjeet (ur. 8 czerwca 1997) – indyjski zapaśnik walczący w stylu klasycznym. Zajął 28. miejsce na mistrzostwach świata w 2018. Srebrny medalista mistrzostw Wspólnoty Narodów w 2017. Trzeci na mistrzostwach Azji kadetów w 2014 roku.